# SC Staaken
SC Staaken is een Duitse voetbalclub uit het Berlijnse stadsdeel Staaken.

## Geschiedenis
De club werd opgericht op 12 juli 1919. In de beginjaren speelde de club nooit op het hoogste niveau. In 1937 fusioneerde SC met MTV 1906 Staaken en werd zo TSV 06 Staaken. In 1942 had de club problemen om een volwaardig elftal op te stellen en ging een oorlogsfusie aan met BSG Klüssendorf en trad tot aan het einde van de Tweede Wereldoorlog aan onder de naam BSG Staaken/Klüssendorf.
Na de oorlog begon sportief gezien de beste tijd in de clubgeschiedenis. Vele leden van het ter ziele gegane Lufthansa SG Berlin, die ten tijde van de Gauliga Berlin-Brandenburg goede noteringen behaalde, sloten zich bij de club aan. Onder de naam SG Staaken trad de club aan in de Berliner Stadtliga, die in vier reeksen verdeeld was. Staaken werd groepswinnaar en plaatste zich voor de finaleronde waar ze derde werden. Hierdoor plaatste de club zich voor het volgende seizoen waarin nog maar één reeks was. In 1947 werd opnieuw de naam SC Staaken aangenomen en in 1948 splitste MTV 06 Staaken zich van de club af. Na drie seizoenen in de Berliner Stadtliga degradeerde de club. De volgende jaren speelde de club in de Amateurliga Berlin en nam twee keer deel aan het Duitse amateurkampioenschap, maar werd telkens vroeg uitgeschakeld door Wacker München en Victoria Hamburg.
Na de invoering van de Bundesliga in 1963 belandde de club in de derde klasse. Na twee seizoenen promoveerde de club naar de Regionalliga. Het eerste seizoen verliep behoorlijk goed, maar na het tweede seizoen degradeerde de club weer. De afwezigheid werd tot één jaar beperkt en de volgende drie seizoenen speelde de club opnieuw in de lagere middenmoot van de Regionalliga. Hierna slaagde de club er niet meer in op het tweede niveau te spelen.
Vanaf 1974 was de hoogste klasse van Berlijn nog maar de derde van Duitsland, maar ook hier kon de club zich niet meer voor plaatsen. In de jaren tachtig speelde de club nog in de Landesliga, toen nog vierde klasse. In 2011 promoveerde de club naar de Berlin-Liga, de zesde klasse. In 2017 werd de club kampioen en promoveerde naar de nationale reeksen.